# (185325) Anupabhagwat
(185325) Anupabhagwat est un astéroïde de la ceinture principale.

## Description
(185325) Anupabhagwat est un astéroïde de la ceinture principale. Il fut découvert le 14 novembre 2006 à Vallemare Borbona par Vincenzo Silvano Casulli. Il présente une orbite caractérisée par un demi-grand axe de 3,10 UA, une excentricité de 0,03 et une inclinaison de 8,5° par rapport à l'écliptique.

## Compléments